# Король Момо

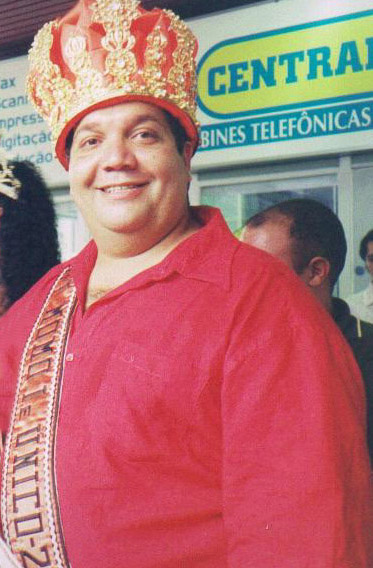
Король Момо на карнавалі 2004

Король Момо — образ короля карнавалу в низці урочистостей такого роду в деяких країнах Латинської Америки, що найчастіше використовується в Бразилії та Колумбії. Його поява знаменує собою початок карнавальних урочистостей. Кожен карнавал має свого короля Момо, якому під час свята часто вручаються ключі від міста . Для цієї ролі традиційно вибирається висока і товста людина.
В Аргентині та Уругваї як король Момо зазвичай виступає велика, іноді навіть монументальна лялька, зроблена з пап'є-маше по дерев'яному або дротяному каркасу. У цих країнах ляльку переміщають на буксирі чи кузові вантажівки, і вона «царює» над карнавалом серед «королівських танцюристів». Лялька зберігає традиційні риси вигляду короля Момо: яскравий і барвистий одяг, усміхнене або радісне обличчя і великий живіт. Раніше таку ляльку часто спалювали наприкінці свята, що було кульмінацією всього дійства, але нині така практика практично зійшла нанівець через міркування безпеки.
Образ короля Момо походить від Мома — давньогрецького божества злих глузувань  . За деякими даними, сама традиція спалювати ошатну ляльку під час святкування зародилася у середньовічній Іспанії, де символізувала смерть та воскресіння Ісуса Христа. У Колумбії ляльку «короля» вперше використали під час карнавалу Барракілья у 1883: хода з барабанами та маракасами була пародією на урочисті процесії іспанських віце-королів часів існування Нової Гранади. Приблизно в той же час подібний звичай зародився в Уругваї, і місцева газета в 1892, описуючи свято, вже називала ляльку "королем Момо".
У Ріо-де-Жанейро король Момо також спочатку був лялькою, але в 1910 його вперше зіграла людина - знаменитий афробразильський клоун і композитор Бенджамін ді Олівейра. Традиція виконання ролі короля Момо людиною на карнавалі в Ріо сходить до 1933, а через рік вирішено, що грати персонажа повинна тільки висока і товста людина, при цьому обов'язково добродушного і веселого вигляду. Мінімальна вага «короля» раніше мала становити 120 кг, проте нині поріг суттєво знижений.